# Einars Repše
Einars Repše, né à Jelgava, alors en Union soviétique, le 9 décembre 1961, est un homme d'État letton membre et fondateur du parti de la Nouvelle Ère (JL) puis de Développement letton.
Après avoir été, de 1991 à 2001, président de la Banque de Lettonie, il fonde Nouvelle Ère (JL) et conduit son parti à la victoire lors des élections de 2002. Il prend alors la tête d'une coalition gouvernementale de centre droit et devient Premier ministre. 
Il est contraint de démissionner en mars 2004, à la suite du retrait d'une partie de son cabinet, mais revient au gouvernement neuf mois plus tard en tant que ministre de la Défense, un poste qu'il occupe pendant un an. En 2007, il renonce à la direction de Nouvelle Ère, alors dans l'opposition, et devient deux ans plus tard ministre des Finances de Lettonie dans la coalition de Valdis Dombrovskis, membre de la JL. 
Il quitte le gouvernement en 2010, et se retire alors de la vie politique.

## Biographie

### Vie privée
Il termine ses études secondaires à Riga en 1979, et devient alors étudiant à la faculté de physique et de mathématiques de l'Université de Lettonie. Il en ressort avec un diplôme de physicien en 1986.
Il est immédiatement engagé par l'académie des sciences de Lettonie, où il travaille au sein du bureau de conception des appareils scientifiques pendant quatre ans.
En 1991, Einars Repše est nommé président de la Banque de Lettonie. Il occupe ce poste pendant dix ans.
Marié, il est père de quatre enfants.

### Carrière politique

#### Débuts
À partir de 1988, il participe activement au mouvement visant à faire recouvrer l'indépendance à la Lettonie. En juillet 1989, il participe à la fondation du Mouvement pour l'indépendance nationale de la Lettonie (LNNK) et entre au bureau du Front populaire de Lettonie.
Il devient député au Soviet suprême de Lettonie en 1990, puis président de la sous-commission des Finances et des Banques de la commission parlementaire des Affaires économiques.

#### Le retour
Ayant abandonné la vie politique en 1993, il ne fait son retour qu'en 2001, lorsqu'il fonde Nouvelle Ère (Jaunais laiks), un parti de centre droit dont il prend la présidence l'année suivante.

#### Premier ministre
Le parti remporte les élections législatives du 5 octobre 2002 avec 26 sièges sur 100 au Saeima, et Einars Repše, élu député, est nommé Premier ministre le 7 novembre, à la tête d'une coalition rassemblant JL, l'Union des verts et des paysans (ZZS), le Premier Parti de Lettonie (LPP) et Pour la patrie et la liberté (TB/LNNK).

#### Ministre de la Défense
Le LPP se retire de la coalition le 29 janvier 2004, et celle-ci prend fin le 9 mars suivant. La Nouvelle Ère étant exclue de la nouvelle coalition conduite par Indulis Emsis (ZZS), Repše devient député de l'opposition. Il fait cependant son retour au gouvernement le 2 décembre 2004, à la suite de la nomination d'Aigars Kalvītis à la tête de l'exécutif, en tant que ministre de la Défense.

#### Opposition
Toutefois, JL décide de se retirer de la coalition le 23 décembre 2005 et il perd son poste gouvernemental.
Réélu au Saeima le 7 octobre 2006, il devient membre de la commission des Finances et du Budget, et de la commission de Contrôle du gouvernement.

#### Ministre des Finances et retrait
Il abandonne la présidence de la Nouvelle Ère en 2007 pour prendre celle du conseil du parti durant un an. Depuis 2008, il siège au bureau du parti. Le 26 février 2009, le député européen Valdis Dombrovskis, membre de JL, devient Premier ministre et forme une coalition dans laquelle Einars Repše est nommé ministre des Finances. Il se retire de la vie politique le 3 novembre 2010, à la suite de la formation du nouveau cabinet de Valdis Dombrovskis.